# Ansor Kighuradse
Ansor Kighuradse (georgisch ანზორ კიღურაძე; * 13. April 1990) ist ein georgischer Fußballtrainer.

## Karriere
Ansor Kighuradse begann seine Trainerlaufbahn im Januar 2023 beim FC Varketili, der in der dritten georgischen Liga (Liga 3) spielt. Während seiner Amtszeit führte er den Verein auf den 4. Platz der Liga. In den Aufstiegs-Playoffs zur Erovnuli Liga 2 scheiterte seine Mannschaft jedoch nach einer 0:1-Niederlage im Rückspiel gegen SK Kolkheti Khobi.
Im Januar 2024 übernahm Kighuradse den Posten als Cheftrainer des FC ORBI, den er bis August desselben Jahres betreute. Am 30. August 2024 wurde er Nachfolger von Kakhaber Maisuradze beim Zweitligisten Spaeri FC aus Tiflis. Mit Spaeri erzielte er bemerkenswerte Erfolge: Er führte den Klub ins Finale des David Kipiani Cup, wo seine Mannschaft Rekordmeister FC Dinamo Tiflis im Elfmeterschießen besiegte. Mit 34 Jahren wurde Kighuradse somit georgischer Pokalsieger, was dem Verein die Teilnahme an der zweiten Qualifikationsrunde der UEFA Europa Conference League in der Saison 2025/26 sicherte. Seine bevorzugte Spielsystematik ist die 4-2-3-1-Formation.
Bei den adjarabet Awards 2024 wurde Kighuradse mit 203 Stimmen zum „Georgischen Trainer des Jahres“ gewählt. Sein nächster Konkurrent, Willy Sagnol, erhielt lediglich 9 Stimmen.

## Erfolge

### Vereinstrophäen
- Georgischer Pokalsieger (1): 2024
- adjarabet Awards (Rookie of the Year): 2024

### Individuele Preise
- adjarabet Awards (Coach of the Year): 2024